# Halcurias
A Halcurias a virágállatok (Anthozoa) osztályának tengerirózsák (Actiniaria) rendjébe ezen belül az Endocoelantheae alrendjébe és a Halcuriidae családjába tartozó nem.
Családjának a névadó típusneme.

## Rendszerezés
A családba az alábbi 7 nem tartozik:
- Halcurias capensis Carlgren, 1928
- Halcurias carlgreni McMurrich, 1901
- Halcurias endocoelactis Stephenson, 1918
- Halcurias mcmurrichi Uchida, 2004
- Halcurias minimus Carlgren, 1928
- Halcurias pilatus McMurrich, 1893 - típusfaj
- Halcurias sudanensis Riemann-Zürneck, 1983

- Az alábbi 1 tudományos név nomen dubiumként, azaz „kétséges névként” szerepel:
  - Halcurias macmurrichi

- Az ICZN felszámolta a 2 alábbi taxon nevet:
  - Halcurias japonicus Uchida, 2004
  - Halcurias levis Uchida, 2004